# Ascorhynchus utinomii
Ascorhynchus utinomii är en havsspindelart som beskrevs av Nakamura, K. och C.A. Child. 1982. Ascorhynchus utinomii ingår i släktet Ascorhynchus och familjen Ammotheidae. Inga underarter finns listade i Catalogue of Life.